# Capo di Lago
Capo di Lago is een plaats (frazione) in de Italiaanse gemeente Darfo Boario Terme.